# Klassisches Weimar
Klassisches Weimar ist seit dem 2. Dezember 1998 ein Eintrag des UNESCO-Welterbes, der elf verschiedene Denkmäler der Stadt Weimar umfasst, die im Zusammenhang mit der Weimarer Klassik (ca. 1780 bis 1830) stehen und als Zeugnis der höfischen und bürgerlichen Kultur in einer mitteleuropäischen Residenz um 1800 dienen.

## Kulturhistorische Einordnung
Das Ensemble „Klassisches Weimar“ stammt aus einer Kulturepoche, die sich insbesondere durch das Wirken von Wieland, Goethe, Herder und Schiller im Zeitalter der europäischen, bürgerlichen Aufklärung auszeichnet.
Die Aufnahme Weimars in die Welterbeliste begründete die UNESCO mit der „großen kunsthistorischen Bedeutung öffentlicher und privater Gebäude und Parklandschaften aus der Blütezeit des klassischen Weimar“ und der „herausragenden Rolle Weimars als Geisteszentrum im späten 18. und frühen 19. Jahrhundert“.
Die „Weimarer Klassik“ nahm Traditionen und progressive Einflüsse der Weltkultur auf, überschritt in Anspruch, Bedeutung und Wirkung weit die nationalen Grenzen und wurde Teil der Weltkultur. Es entstanden literarische Werke von außergewöhnlicher Bedeutung, geprägt von Weltoffenheit, universellem Bildungsanspruch und humanistischem Streben. Weimar wurde zu einem Brennpunkt europäischer Geistesströmungen: 1772 kam der Dichter Christoph Martin Wieland, 1775 Johann Wolfgang von Goethe, ein Jahr später Johann Gottfried Herder und 1799 Friedrich Schiller in die Residenzstadt. Goethes Tod 1832 bedeutete den Endpunkt der „Weimarer Klassik“.
Im Goethe- und Schiller-Archiv und der Herzogin Anna Amalia Bibliothek sind Handschriften und Bücher dingliche Zeugnisse des klassischen Weimar der Literatur. Zahlreiche, in eindrucksvoller Dichte und Authentizität erhaltene Denkmäler künden von der Lebenswelt der Dichter, ihrer Mäzene und von den vorbildhaften künstlerischen, architektonischen, städtebaulichen und landschaftsgestalterischen Leistungen der Zeit.

## Stätten des „Klassischen Weimar“

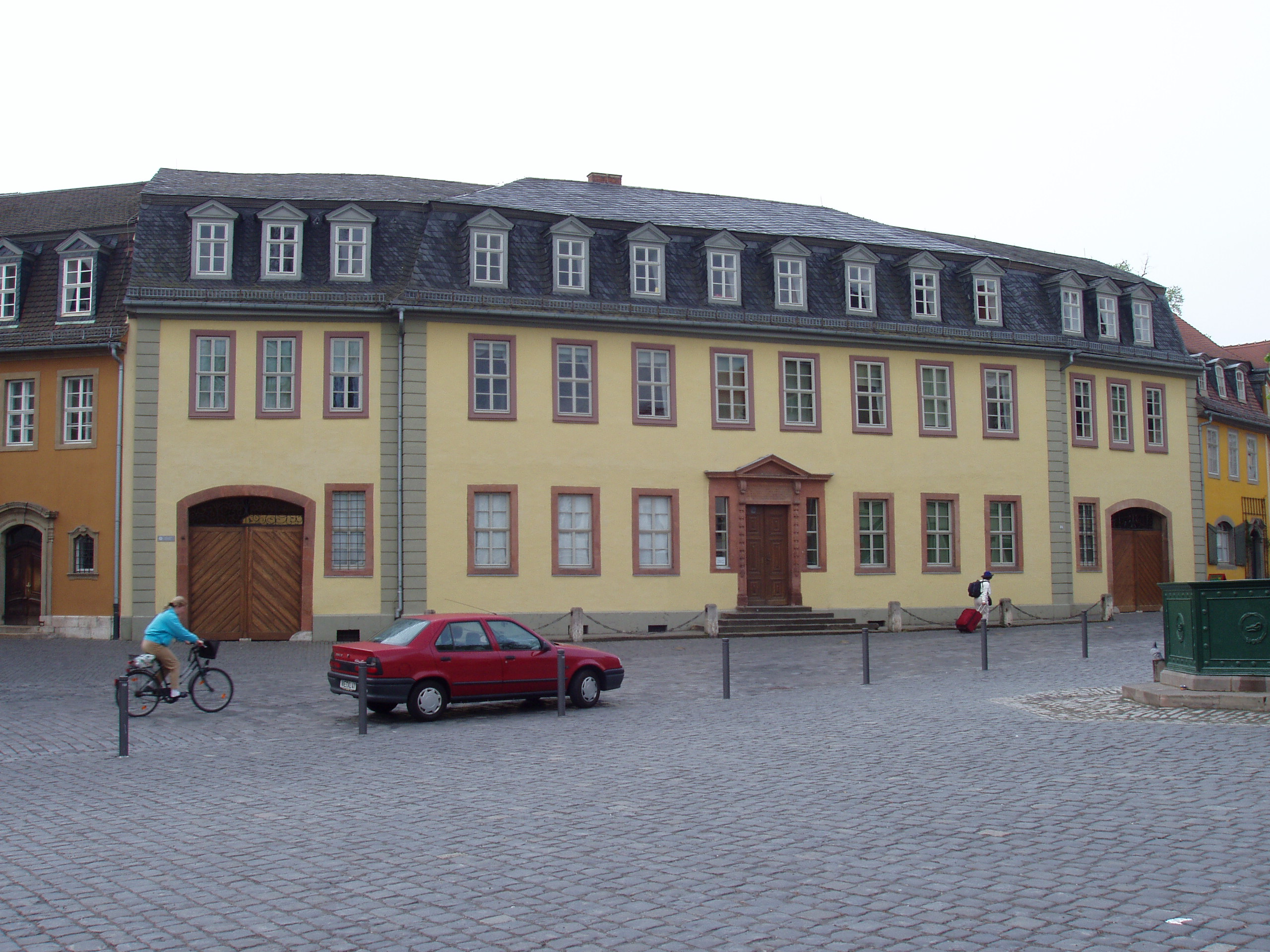
Goethehaus

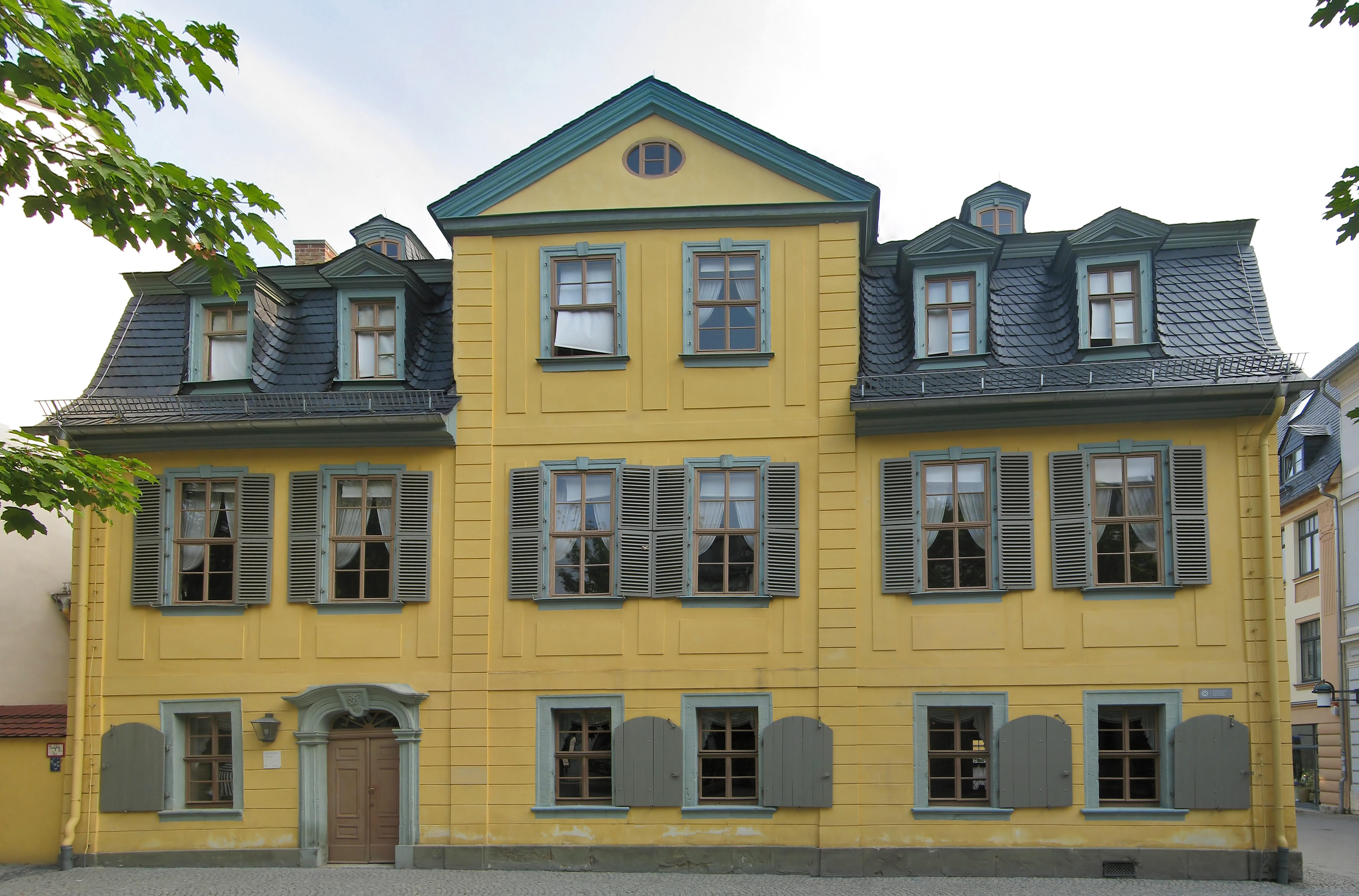
Schillerhaus

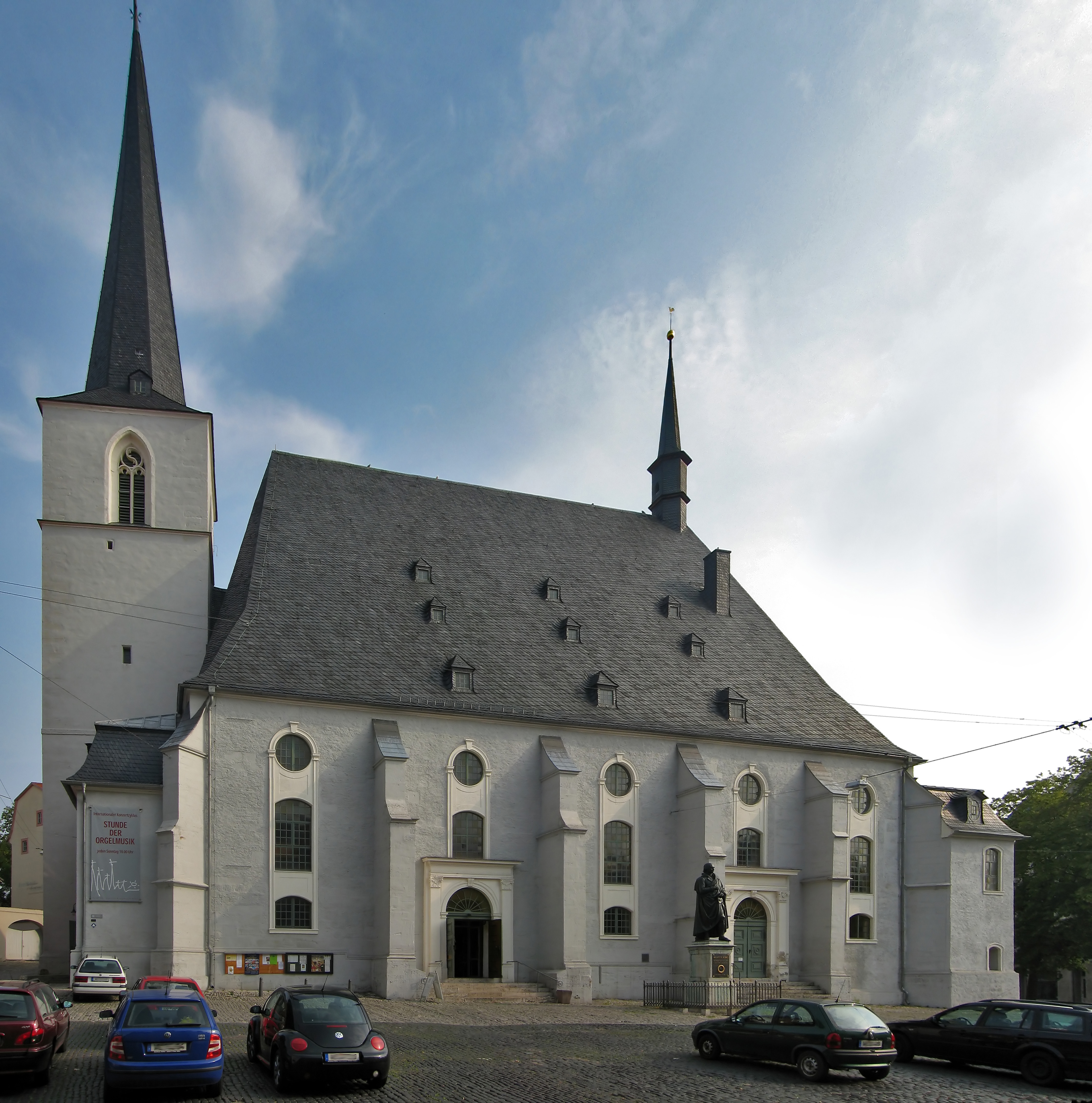
Herderkirche

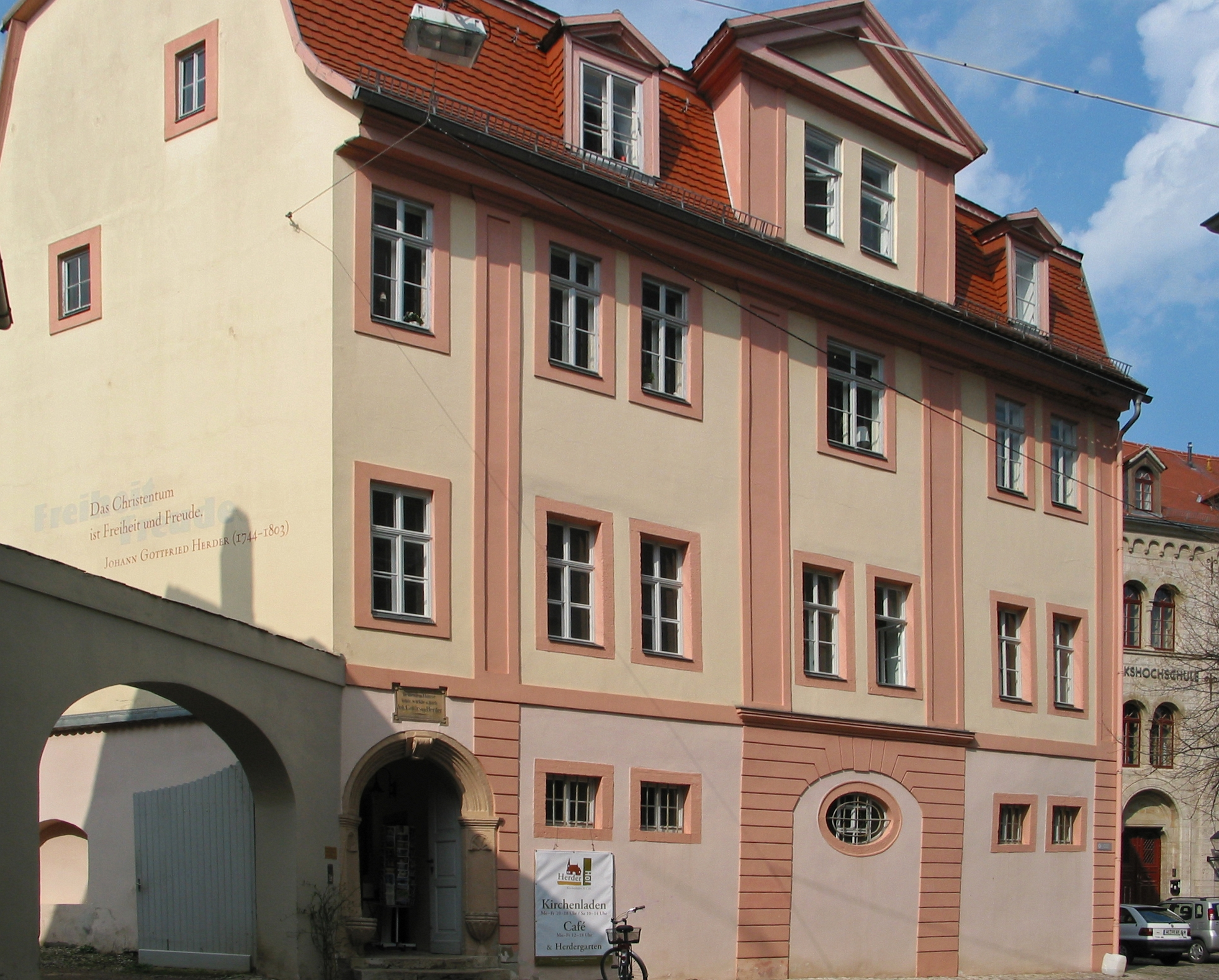
Herderhaus

Zum UNESCO-Weltkulturerbe „Klassisches Weimar“ gehören (siehe Bilder auch rechts):
- Goethes Wohnhaus (Haus am Frauenplan)
- Schillers Wohnhaus
- die Herderstätten – Herderkirche (Stadtkirche St. Peter und Paul), Herders Wohnhaus und Altes Gymnasium Weimar

sowie (Bilder jeweils unterhalb):
- das Weimarer Stadtschloss
- das Wittumspalais
- die Herzogin Anna Amalia Bibliothek

|              |               |                                 |
| Stadtschloss | Wittumspalais | Herzogin Anna Amalia Bibliothek |

- der Park an der Ilm mit Römischem Haus, Goethes Gartenhaus sowie Goethes Garten am Stern

|                 |                |            |
| Park an der Ilm | Römisches Haus | Gartenhaus |

- Schloss und Schlosspark Belvedere mit Orangerie
- Schloss und Schlosspark Ettersburg
- Schloss und Schlosspark Tiefurt

|                   |                    |                 |
| Schloss Belvedere | Schloss Ettersburg | Schloss Tiefurt |

- der Historische Friedhof Weimar mit der Fürstengruft

|              |
| Fürstengruft |

Die ursprüngliche Nominierung, die auch das Wielandgut in Oßmannstedt enthielt, wurde zunächst auf Empfehlung des ICOMOS abgelehnt.

## Film
- Ute Geisler (Buch und Regie), Holger Schüppel (Kamera): Schätze der Welt – Weimar – Die Stadt im Park (14:33 Min.)